# Julia Kornacka
Julia Ewa Kornacka (ur. 27 marca 2000 w Częstochowie) – polska aktorka dziecięca. Odtwórczyni ról dziecięcych w filmach fabularnych i serialach telewizyjnych.

## Życiorys
W 2005 roku zadebiutowała w programie TVP 5-10-15 jako współprowadząca, do którego została wybrana na castingu w TVP. Występowała w nim do dnia zakończenia emisji programu na antenie TVP1, tj. do czerwca 2007 roku. Zagrała kilka epizodycznych ról w różnych serialach TVP i TVN: Hela w opałach, Twarzą w twarz, Egzamin z życia, Czas honoru. Od 2006 roku w serialu TVP Na dobre i na złe gra Amelkę, najmłodszą córkę Zosi i Jakuba Burskich, lekarzy ze szpitala w Leśnej Górze. W latach 2008–2009 występowała w serialu TVN Teraz albo nigdy! jako Zuza, starsza córka Michała Winiarskiego. Kolejne castingi przyniosły jej nieco poważniejsze role. W filmie Jana Kidawy-Błońskiego Różyczka wcieliła się w postać Dorotki, córki głównego bohatera. Natomiast w filmie TVN Laura (z serii Prawdziwe historie) zagrała główną, tytułową bohaterkę – małą Laurę, córkę górnika z kopalni Halemba, chorą na serce dziewczynkę, dzięki pomocy której uratowano z katastrofy jej ojca. W 2012 roku użyczyła głosu tytułowej – Tosi, w audycji radiowej Mała Tosia dzwoni, nadawanej przez Radio Kolor.
Od 2010 roku wciela się w postać Zosi Nocul, młodszej córki aspiranta Mieczysława Nocula, w polskim serialu Ojciec Mateusz.

## Filmografia
- 2006–2011: Na dobre i na złe jako Amelka Burska
- 2006–2007: Hela w opałach jako Nela Trojańska, córka Heli
- 2007: Egzamin z życia jako dziewczynka
- 2007: Twarzą w twarz jako dziewczynka
- 2008: Czas honoru jako Kazia, córka Wisi
- 2008–2009: Teraz albo nigdy! jako Zuza, córka Michała
- 2010: Różyczka jako Dorotka
- 2010: Laura jako Laura
- 2010–2018: Ojciec Mateusz jako Zosia Nocul, córka Mieczysława

### Dubbing
- 2012: Radio Kolor: Mała Tosia dzwoni – Tosia

## Programy
- 2005–2007: 5-10-15 – uczestniczka programu